# 埃佩利·奈拉蒂考
拉图埃佩利·奈拉蒂考准将（Ratu Epeli Nailatikau；1941年6月5日—），是斐济领导人，前斐济总统。他在斐济军队、外交部门、政府中任职很长时间。

## 生平
2001至2006年任众议院众议院发言人。他还是国会拨款委员会和议院委员会主席。2007年1月8日被指定为外交部长和对外贸易部长。2008年10月成为斐族人事务部长。2009年4月17日就任副总统。2009年6月30日成为代总统。2009年11月5日宣誓成为新任斐济总统。